# Hydrophorus chappuisi
Hydrophorus chappuisi är en tvåvingeart som beskrevs av Octave Parent 1938. Hydrophorus chappuisi ingår i släktet Hydrophorus och familjen styltflugor.
Artens utbredningsområde är Kenya. Inga underarter finns listade i Catalogue of Life.